# Ribeira Grande
Ribeira Grande és un municipi de les Açores (Portugal) a l'illa de São Miguel, que se sotsdivideix en 14 parròquies:
- Calhetas
- Conceição (Ribeira Grande)
- Fenais da Ajuda
- Lomba da Maia
- Lomba de São Pedro
- Maia
- Matriz (Ribeira Grande)
- Pico da Pedra
- Porto Formoso
- Rabo de Peixe
- Ribeira Seca
- Ribeirinha
- Santa Bárbara
- São Brás

| Població del municipi de Ribeira Grande (1849 – 2004) | Població del municipi de Ribeira Grande (1849 – 2004) | Població del municipi de Ribeira Grande (1849 – 2004) | Població del municipi de Ribeira Grande (1849 – 2004) | Població del municipi de Ribeira Grande (1849 – 2004) | Població del municipi de Ribeira Grande (1849 – 2004) | Població del municipi de Ribeira Grande (1849 – 2004) | Població del municipi de Ribeira Grande (1849 – 2004) |
| ----------------------------------------------------- | ----------------------------------------------------- | ----------------------------------------------------- | ----------------------------------------------------- | ----------------------------------------------------- | ----------------------------------------------------- | ----------------------------------------------------- | ----------------------------------------------------- |
| 1849                                                  | 1900                                                  | 1930                                                  | 1960                                                  | 1981                                                  | 1991                                                  | 2001                                                  | 2004                                                  |
| 18967                                                 | 25778                                                 | 28486                                                 | 39597                                                 | 28128                                                 | 27163                                                 | 28462                                                 | 29318                                                 |